# Arnoldshainer Konferenz
Die Arnoldshainer Konferenz (AKf) war ein Zusammenschluss von unierten und reformierten Landeskirchen der Evangelischen Kirche in Deutschland (EKD). Ferner gehörten zu ihr die lutherischen Landeskirchen der EKD, die nicht Mitglieder der Vereinigten Evangelisch-Lutherischen Kirche Deutschlands (VELKD) waren.
Die Arnoldshainer Konferenz hatte bei der Kirchenkanzlei der Evangelischen Kirche der Union in Berlin eine Geschäftsstelle.

## Geschichte
Die Arnoldshainer Konferenz wurde 1967 in Arnoldshain  gegründet, einem Dorf in Hessen mit ca. 1.900 Einwohnern, das seit dem 1. August 1972 ein Ortsteil der Gemeinde Schmitten im Hochtaunuskreis ist. In Arnoldshain befand sich bis 2013 die 1954 errichtete Akademie der Evangelischen Kirche in Hessen und Nassau.
Die Arnoldshainer Konferenz war lediglich eine Arbeitsgemeinschaft selbständiger Landeskirchen bzw. Kirchenleitungen. Sie hatte daher nicht den Status einer Körperschaft des öffentlichen Rechts, wie es bei Landeskirchen üblich ist.

## Mitgliedskirchen der Arnoldshainer Konferenz
- Evangelische Kirche der Union (EKU), sowie deren Mitgliedskirchen
  - Evangelische Landeskirche Anhalts
  - Evangelische Kirche in Berlin-Brandenburg
  - Pommersche Evangelische Kirche
  - Evangelische Kirche im Rheinland
  - Evangelische Kirche der Kirchenprovinz Sachsen
  - Evangelische Kirche der schlesischen Oberlausitz
  - Evangelische Kirche von Westfalen

Ferner:
- Evangelische Landeskirche in Baden
- Bremische Evangelische Kirche
- Evangelische Kirche in Hessen und Nassau
- Evangelische Kirche von Kurhessen-Waldeck
- Lippische Landeskirche
- Evangelisch-Lutherische Kirche in Oldenburg
- Evangelische Kirche der Pfalz (Protestantische Landeskirche)
- Evangelisch-reformierte Kirche – Synode evangelisch-reformierter Kirchen in Bayern und Nordwestdeutschland

sowie als Gast die
- Evangelische Landeskirche in Württemberg

Die Landeskirchen auf dem Gebiet der ehemaligen DDR traten erst nach der Wiedervereinigung beider deutscher Staaten der Arnoldshainer Konferenz bei.

## Aufgaben und Ziele
Die Arnoldshainer Konferenz hatte das Ziel, Übereinstimmungen in den wesentlichen Bereichen des kirchlichen Lebens und Handelns zu fördern und die Einheit der EKD zu stärken. Sie befasste sich mit Themen wie Kirchengemeinschaft, Ordination, Strukturfragen, Verfassungsrecht, Mitgliedschaftsrecht, Dienst- und Arbeitsrecht, Aus- und Fortbildung, Ökumene etc. Hierzu wurde sowohl kircheninterne Papiere als auch Veröffentlichungen erarbeitet.
Die Beschlüsse fasste die halbjährlich tagende Vollkonferenz, in welche die einzelnen Kirchenleitungen je zwei Mitglieder entsandten. Die Vollkonferenz wählte aus ihrer Mitte für drei Jahre einen Vorsitzenden. Dieses Amt hatten folgende Personen inne:
Vorsitzende der Arnoldshainer Konferenz
- 1967–1970 Präses Joachim Beckmann, Rheinland
- 1970–1972 Landesbischof Hans-Wolfgang Heidland, Baden
- 1972–1976 Bischof Hans-Heinrich Harms, Oldenburg
- 1976–1979 Landessuperintendent Fritz Viering, Lippe
- 1979–1982 Kirchenpräsident Helmut Hild, Hessen-Nassau
- 1982–1985 Bischof Hans-Gernot Jung, Kurhessen-Waldeck
- 1985–1988 Landesbischof  Klaus Engelhardt, Baden
- 1988–1991 Kirchenpräsident Helmut Spengler, Hessen-Nassau
- 1991–1994 Kirchenpräsident Werner Schramm, Pfalz
- 1994–1997 Bischof Christoph Demke, Kirchenprovinz Sachsen
- 1997–2000 Bischof Christian Zippert, Kurhessen-Waldeck
- 2000–2003  Landesbischof Ulrich Fischer, Baden

## Auflösung der Arnoldshainer Konferenz
Zum 1. Juli 2003 schlossen sich nahezu alle Mitgliedskirchen der Arnoldshainer Konferenz mit der Evangelischen Kirche der Union (EKU) zur Union Evangelischer Kirchen (UEK) zusammen.
Lediglich die Evangelisch-Lutherische Kirche in Oldenburg und die Evangelische Landeskirche in Württemberg (diese hatte ohnehin nur Gaststatus) traten der UEK zunächst nicht bei. Die Evangelisch-Lutherische Kirche in Oldenburg befürchtet, die UEK könnte sich als zusätzliche Instanz zwischen die Landeskirchen einerseits und der EKD als deren Dachverband andererseits schieben.